# 伊爾米諾
伊爾米諾（烏克蘭語：Ірміно）是乌克兰東部城市，由盧甘斯克州阿尔切夫斯克区卡季伊夫卡市镇管轄。目前被俄羅斯佔領，事实上隶属于俄卢甘斯克人民共和国斯达汉诺夫市议会。該市距離首府卢甘斯克55公里，始建於1808年，面積19.04平方公里，2022年人口数量为9,270人。

## 城市名称
1977年，该市被更名为捷普洛戈尔斯克。2010年7月8日，乌克兰最高拉达通过了一项决议，将该市的名称改为现名。

## 历史
2015年2月3日，自行成立的“卢甘斯克人民共和国”的领导人伊戈爾·普羅特尼茨基声称頓巴斯親俄武裝在该市附近击落乌克兰政府军一架Su-25攻擊機，飞行员已经跳伞。

## 图集

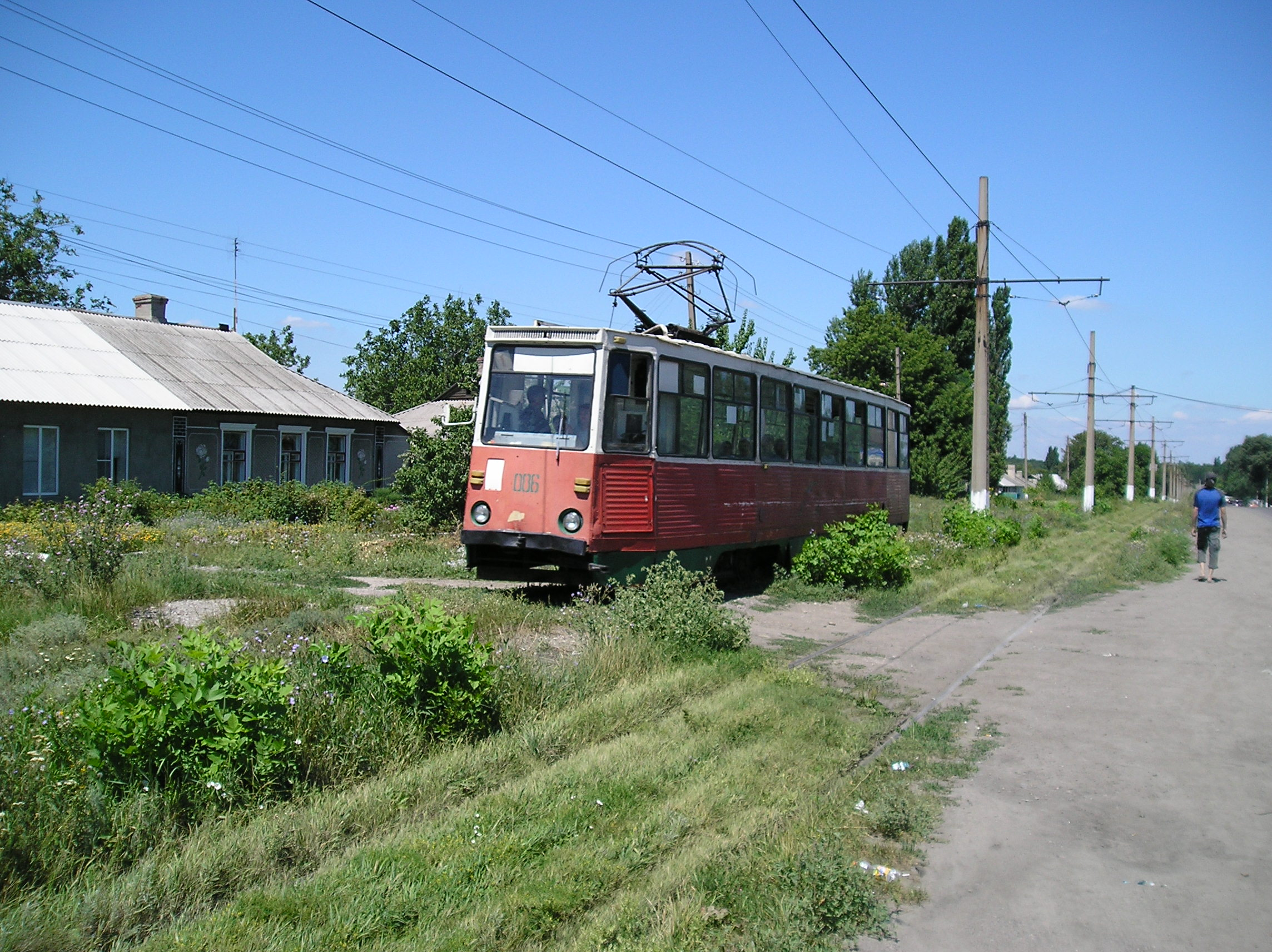